# St. Elisabeth-Krankenhaus Volkmarsen

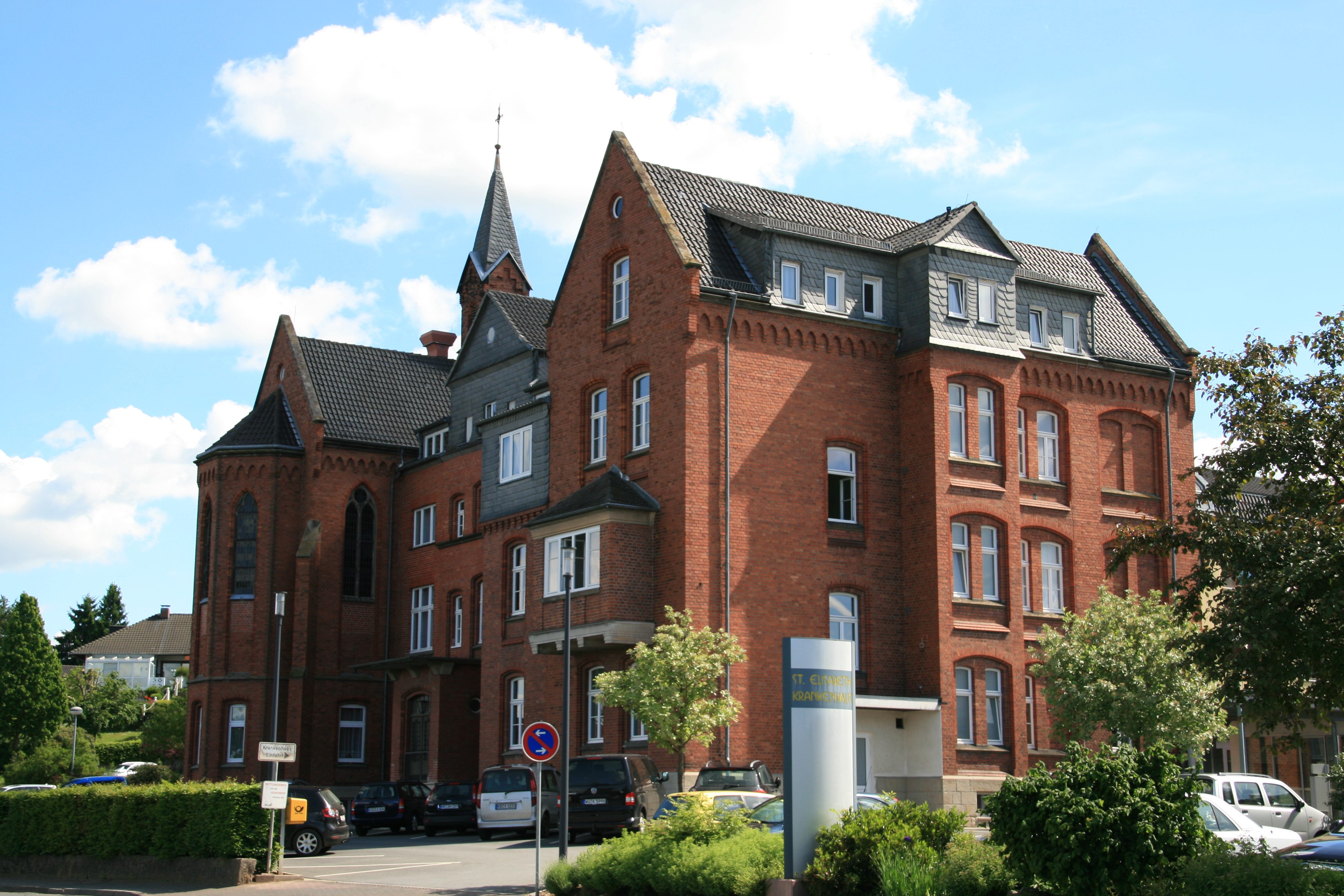
Altbau des St. Elisabeth-Krankenhauses 2014

Das St. Elisabeth-Krankenhaus Volkmarsen ist ein Krankenhaus der Grundversorgung in Volkmarsen, Landkreis Waldeck-Frankenberg. Träger ist die Marienkrankenhaus Kassel gGmbH, eine Tochter der Klinikgruppe St. Vinzenz Krankenhaus gGmbH, deren einziger Gesellschafter das Haus der Barmherzigen Schwestern vom hl. Vinzenz von Paul (KdöR) in Fulda ist.

## Geschichte
Im Jahr 1870 übernahmen die Barmherzigen Schwestern vom hl. Vinzenz von Paul in Fulda ein Haus aus einer Erbschaft unter der Verpflichtung, dort Krankenpflege zu betreiben; ferner war dort eine „Kinderbewahranstalt“ eingerichtet.
Der damalige Neubau am Krambühl wurde 1901 begonnen und 1902 eingeweiht.
1970 wurde an der Rückseite ein Erweiterungsbau angefügt, welcher in den 1980er sowie Anfang der 2000er Jahre ergänzt und modernisiert wurde.

## Einrichtung
Das Haus verfügt über 85 Planbetten. Es beschäftigt 120 Mitarbeiter.
Zu den Fachbereichen zählen:
- Chirurgie mit Schwerpunkt Gefäßchirurgie und Orthopädischer Chirurgie
- Innere Medizin mit Schwerpunkt Nephrologie
- Gynäkologie